# Ceiba pubiflora
Ceiba pubiflora là một loài thực vật có hoa trong họ Cẩm quỳ. Loài này được (A.St.-Hil.) K.Schum. mô tả khoa học đầu tiên năm 1886.